# Hermína Vojtová

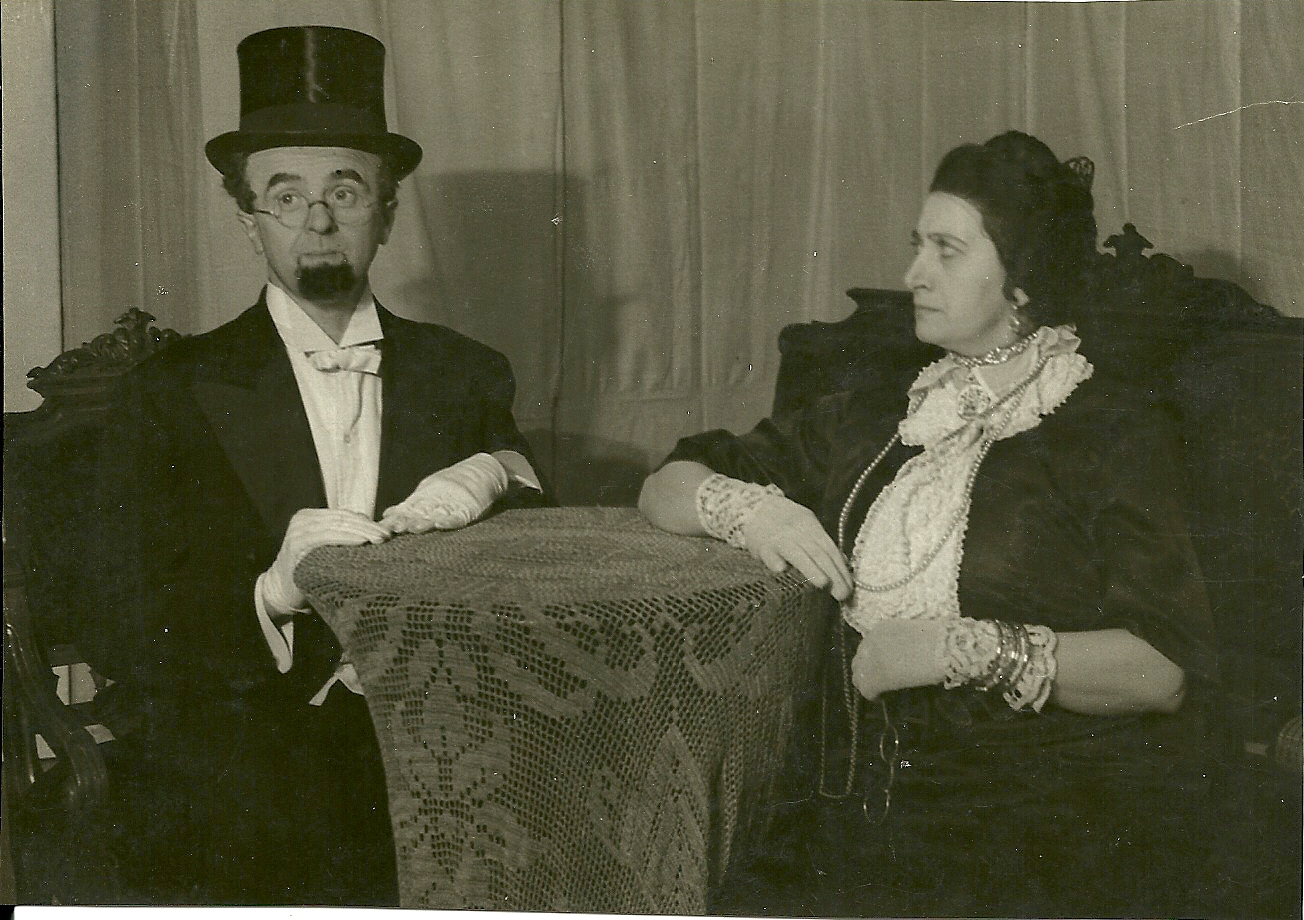
Jan Vavřík-Rýz s Hermínou Vojtovou, Akropolis či Uranie

Hermína Vojtová, rozená Vojtová-Jurná, provdaná Mayerová (12. listopadu 1890, Příbram – 3. září 1976, Praha), byla česká herečka.

## Źivot
Hermína Vojtová se narodila v Příbrami do herecké rodiny. Otcem byl Alois Vojta-Jurný a matkou Amalie Vojtová roz. Němečková. V roce 1893 jí matka zemřela a dál žila s otcem a sourozenci.
Kolem roku 1906 nastoupila do svého prvního angažmá u divadelní společnosti V. Sieberta – Mělnického. V letech 1907–1923 působila v několika venkovských společností, např. u společnosti Jana Hodra, Marie Procházkové-Malé, Františka Laciny a Josefa Burdy. V letech 1923-1926 působila v Kladně a Ostravě, dvě sezony působila u společnosti J. E. Sedláčka a od roku 1928 účinkovala na pražských předměstských scénách, např. v Divadle Komedie, holešovické Uranii, v Moderním divadle a v neposlední řadě krátce působila i v žižkovském paláci Akropolis. První tři roky po druhé světové válce hrála v obnoveném Novém divadle, od roku 1948 působila v souboru Divadle státního filmu, dále pak působila v letech 1952-1954 v Divadle S. K. Neumanna v Libni a od roku 1954 účinkovala v Divadle E. F. Buriana. V roce 1961 odešla do důchodu.
Ve filmu hrála od poloviny 20. let a vytvořila v českých filmech přes stovku ženských typů, nikdy však nevytvořila hlavní nebo titulní roli. Hermína Vojtová si zahrála v roce 1928 ještě v němém snímku, melodramatu Josefa Rovenského Životem vedla je láska.
Ojediněle se mihla i v československé televizi. Účinkovala v inscenaci Chudý Kejklíř a seriálu Hříšní lidé města pražského. V roce 1957 získala Hermína Vojtová vyznamenání Za vynikající práci.
Hermína Vojtová byla provdána za herce Františka Mayera (1899-1937). Z prvního vztahu, měla nemanželskou dceru Ninu provdanou Bartoňovou (1913-1996), která léta působila, jako učitelka v mateřské škole.
Hermína Vojtová dlouhá léta, žila v Jindřišské ulici v Praze, naproti hlavní poště, kde častými hosty, byli např. Zdeněk Štěpánek, Ladislav Pešek aj. Ráda vařila i pekla, a o své hosty se dle vzpomínek pamětníků, vzorně starala.
Zemřela v Praze a byla pohřbena do rodinné hrobky na Olšanských hřbitovech.

## Filmografie
- 1972 Ďábel
- 1969 Utrpení mladého Boháčka
- 1968 Bitva na Červeném poli
- 1968 Hříšní lidé města pražského
- 1963 Bez svatozáře
- 1963 Mezi námi zloději
- 1962 Oranžový měsíc
- 1961 Kde řeky mají slunce
- 1961 Králíci ve vysoké trávě
- 1960 Černá sobota
- 1960 Osení
- 1959 Pět z milionu
- 1959 Taková láska
- 1959 Vstup zakázán
- 1958 Morálka paní Dulské
- 1958 O věcech nadpřirozených
- 1957 Bomba
- 1957 Páté kolo u vozu
- 1957 Škola otců
- 1956 Honzíkova cesta
- 1956 Legenda o lásce
- 1956 Události dne
- 1956 Vina Vladimíra Olmera
- 1955 Láska ve třech podobách
- 1955 Něco se tu změnilo
- 1954 Frona
- 1954 Jan Hus
- 1954 Květ republiky
- 1954 Nejlepší člověk
- 1954 V podzemí
- 1952 Haškovy povídky ze starého mocnářství
- 1952 Mladá léta
- 1952 Nástup
- 1952 Slovo dělá ženu
- 1951 Mordová rokle
- 1950 Slepice a kostelník
- 1950 Zvony z rákosu
- 1949 Veliká příležitost
- 1949 Žízeň
- 1948 Červená ještěrka
- 1948 Daleká cesta
- 1948 Léto
- 1948 Návrat domů
- 1948 O ševci Matoušovi
- 1947 Až se vrátíš...
- 1947 Jan Roháč z Dubé
- 1947 Muzikant
- 1947 Nerozumím
- 1947 Nikola Šuhaj
- 1947 Týden v tichém domě
- 1945 Bludná pouť
- 1944 Jarní píseň
- 1944 Kluci na řece
- 1944 Prstýnek
- 1943 Čtrnáctý u stolu
- 1942 Host do domu
- 1942 Městečko na dlani
- 1942 Přijdu hned
- 1941 Jan Cimbura
- 1941 Pantáta Bezoušek
- 1941 Preludium
- 1941 Rukavička
- 1940 Artur a Leontýna
- 1940 Madla zpívá Evropě
- 1940 Minulost Jany Kosinové
- 1940 Muzikantská Liduška
- 1940 Pohádka máje
- 1940 Poslední Podskalák
- 1940 Pro kamaráda
- 1940 Prosím, pane profesore!
- 1940 Přítelkyně pana ministra
- 1940 Směry života
- 1940 To byl český muzikant
- 1940 Za tichých nocí
- 1939 Bílá jachta ve Splitu
- 1939 Dvojí život
- 1939 Humoreska
- 1939 Lízino štěstí
- 1939 Muž z neznáma
- 1939 Nevinná
- 1939 Paní Morálka kráčí městem
- 1939 Tulák Macoun
- 1938 Bílá vrána
- 1938 Bláhové děvče
- 1938 Cestou křížovou
- 1938 Ideál septimy
- 1938 Její pastorkyně
- 1938 Svět kde se žebrá
- 1938 Včera neděle byla
- 1937 Harmonika
- 1937 Kariéra matky Lízalky
- 1937 Kvočna
- 1937 Líza Irovská
- 1937 Naši furianti
- 1937 Otec Kondelík a ženich Vejvara
- 1937 Poslíček lásky
- 1937 Srdce na kolejích
- 1937 Vyděrač
- 1936 Děti velké lásky
- 1935 Maryša
- 1935 Pozdní láska
- 1934 Pokušení paní Antonie
- 1934 U nás v Kocourkově
- 1934 Za ranních červánků
- 1933 Dům na předměstí
- 1933 Řeka
- 1932 Zapadlí vlastenci
- 1928 Životem vedla je láska
- 1926 Otec Kondelík a ženich Vejvara I.
- 1926 Otec Kondelík a ženich Vejvara II.
- 1926 Pantáta Bezoušek

## Ocenění
- 1957 Za vynikajicí práci [7]